# Стереотип (полиграфия)

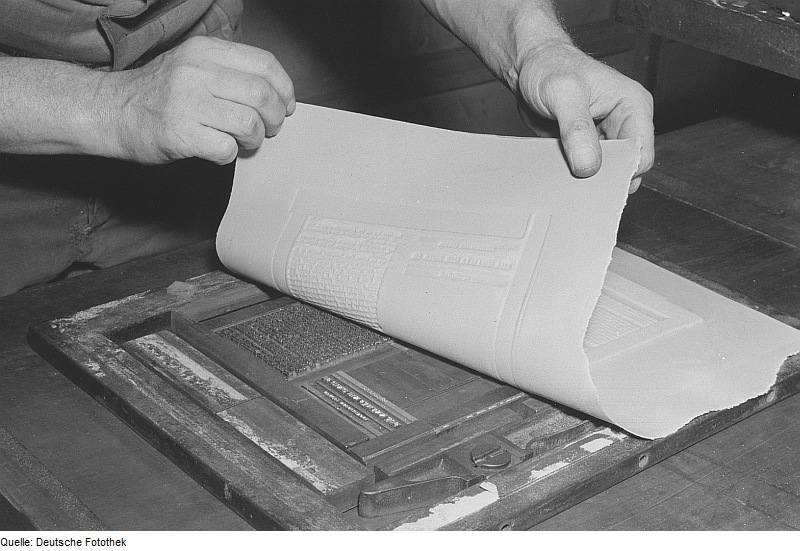
Стереотип

Стереотип (от др.-греч. στερεός — твёрдый, пространственный и τύπος — отпечаток) — копия печатной формы (набор и клише) высокой печати в виде монолитной пластины толщиной от 2 до 25,1 мм.
Стереотипы появились в XVIII в. Ранее использовались для печатания многотиражных изданий.
В зависимости от способа изготовления (см. стереотипия) стереотипы называют:
- литыми (или гартовыми);
- гальванопластическими (или электролитическими);
- прессованными;

По виду материала различают:
- металлические — состоят из типографского сплава или из сплава с нанесённым на печатающую поверхность слоем более прочного металла),
- полимерные — пластмассовые и резиновые)
- металлическо-полимерные — рабочая сторона — металлическая, а нижняя — полимерная

Жёсткие стереотипы (металлические и металлическо-полимерные) в зависимости от типа печатных машин изготовляют плоскими (для тигельных и плоскопечатных машин) или дугообразными (т. н. круглыми или ротационными — для ротационных машин).
Во времена широкого применения высокой печати и до распространения фотонабора стереотипы применяли для печатания изданий тиражами большими, чем этого позволяла тиражестойкость печатной формы, для децентрализации процесса печати, одновременного печатания одинаковых экземпляров продукции малого формата, повторного издания книг.